# SOX14
SOX14 (англ. SRY-box 14) – білок, який кодується однойменним геном, розташованим у людей на короткому плечі 3-ї хромосоми.  Довжина поліпептидного ланцюга білка становить 240 амінокислот, а молекулярна маса — 26 485.
| 10         |  | 20         |  | 30         |  | 40         |  | 50         |
| ---------- |  | ---------- |  | ---------- |  | ---------- |  | ---------- |
| MSKPSDHIKR |  | PMNAFMVWSR |  | GQRRKMAQEN |  | PKMHNSEISK |  | RLGAEWKLLS |
| EAEKRPYIDE |  | AKRLRAQHMK |  | EHPDYKYRPR |  | RKPKNLLKKD |  | RYVFPLPYLG |
| DTDPLKAAGL |  | PVGASDGLLS |  | APEKARAFLP |  | PASAPYSLLD |  | PAQFSSSAIQ |
| KMGEVPHTLA |  | TGALPYASTL |  | GYQNGAFGSL |  | SCPSQHTHTH |  | PSPTNPGYVV |
| PCNCTAWSAS |  | TLQPPVAYIL |  | FPGMTKTGID |  | PYSSAHATAM |  |            |

A: Аланін

C: Цистеїн

D: Аспарагінова кислота

E: Глутамінова кислота

F: Фенілаланін

G: Гліцин

H: Гістидин

I: Ізолейцин

K: Лізин

L: Лейцин

M: Метіонін

N: Аспарагін

P: Пролін

Q: Глутамін

R: Аргінін

S: Серин

T: Треонін

V: Валін

W: Триптофан

Кодований геном білок за функцією належить до репресорів. 
Задіяний у таких біологічних процесах як транскрипція, регуляція транскрипції. 
Білок має сайт для зв'язування з ДНК. 
Локалізований у ядрі.